# Sawo (Jetis)
Sawo is een bestuurslaag in het regentschap Mojokerto van de provincie Oost-Java, Indonesië. Sawo telt 3294 inwoners (volkstelling 2010).